# Franz Wimpffen
Franz Emil Lorenz, comte de Wimpffen (né le 2 avril 1797 à Prague et mort le 26 novembre 1870 à Goritz), est un maréchal autrichien.

## Biographie

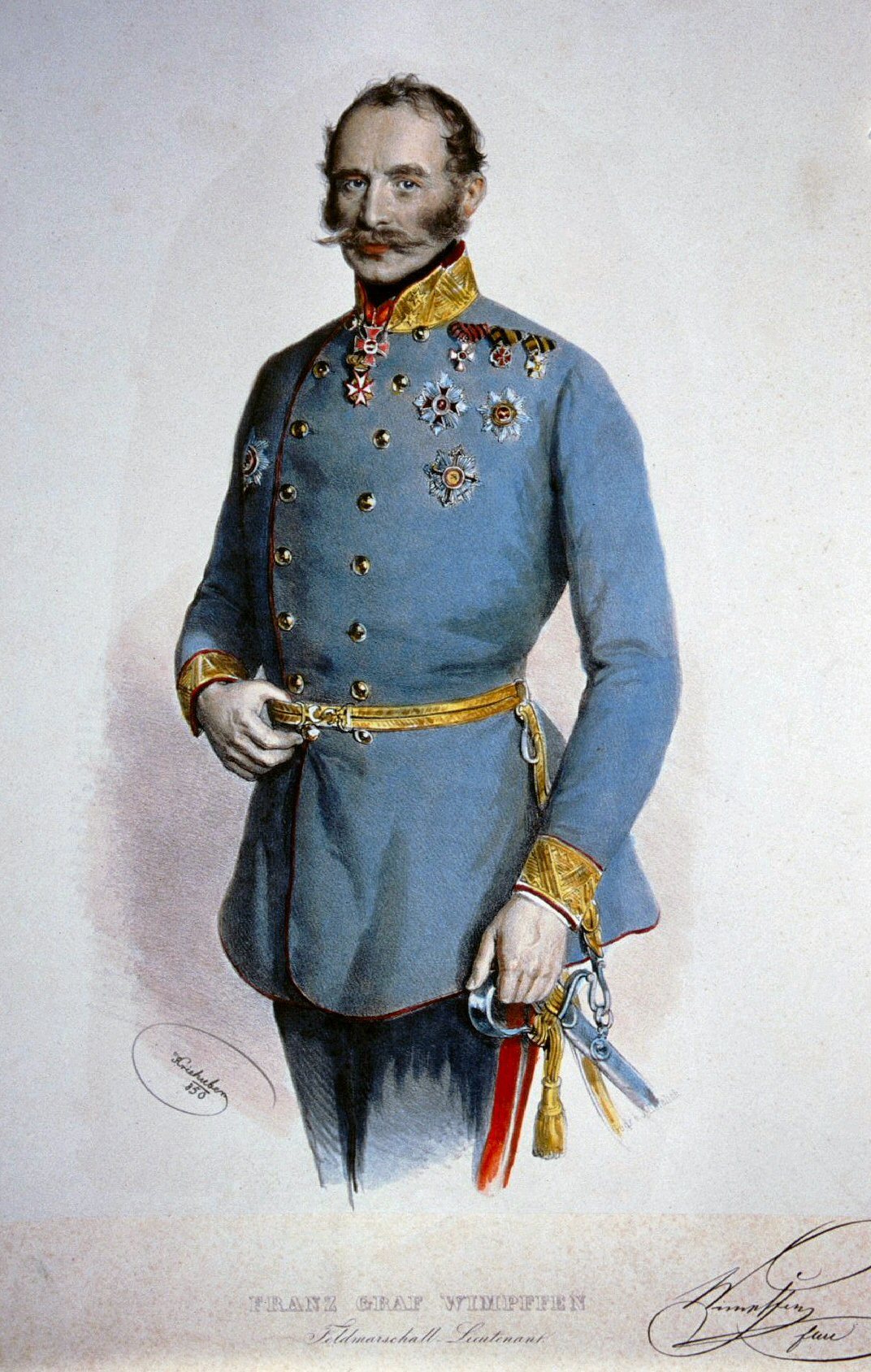
Portrait de Franz von Wimpffen.

Franz von Wimpffen est le fils de Franz Karl Eduard von Wimpffen (de) et le petit fils du prince François-Adolphe d'Anhalt-Bernbourg-Schaumbourg-Hoym, ainsi que le neveu du général Dagobert Sigismond Laurent de Wimpffen. En 1813, il est sous-lieutenant dans l'armée impériale et participe aux campagnes de 1813 et 1814. En 1815 il participe à la campagne d'Italie auprès de Johann Maria Philipp Frimont.
En 1838, il est promu brigadier major-général à Trieste et est nommé en 1846 lieutenant-feld-maréchal du IIe Corps d'armée d'Italie. Il se distingue lors de la campagne de 1848, en particulier à Vicence et à Custozza. Après la défaite du royaume de Sardaigne il participe à l'invasion des légations pontificales et bombarde Bologne et Ancône qu'il contraint à la capitulation.
Il devient gouverneur de la Lombardie en 1848, et gouverneur militaire de Milan de 1848 à 1849.
En octobre 1849, il est nommé gouverneur militaire et civil de la province de Trieste et du Littoral autrichien. Il est commandant en chef de la Marine impériale autrichienne de 1851 à 1854. Il est nommé Feldzeugmeister en avril 1854. En septembre 1854, il prend le commandement du Ier corps d'armée.
Il met un terme à sa carrière en 1861 et décède le 26 novembre 1870 à Gorizia.

## Vie familiale

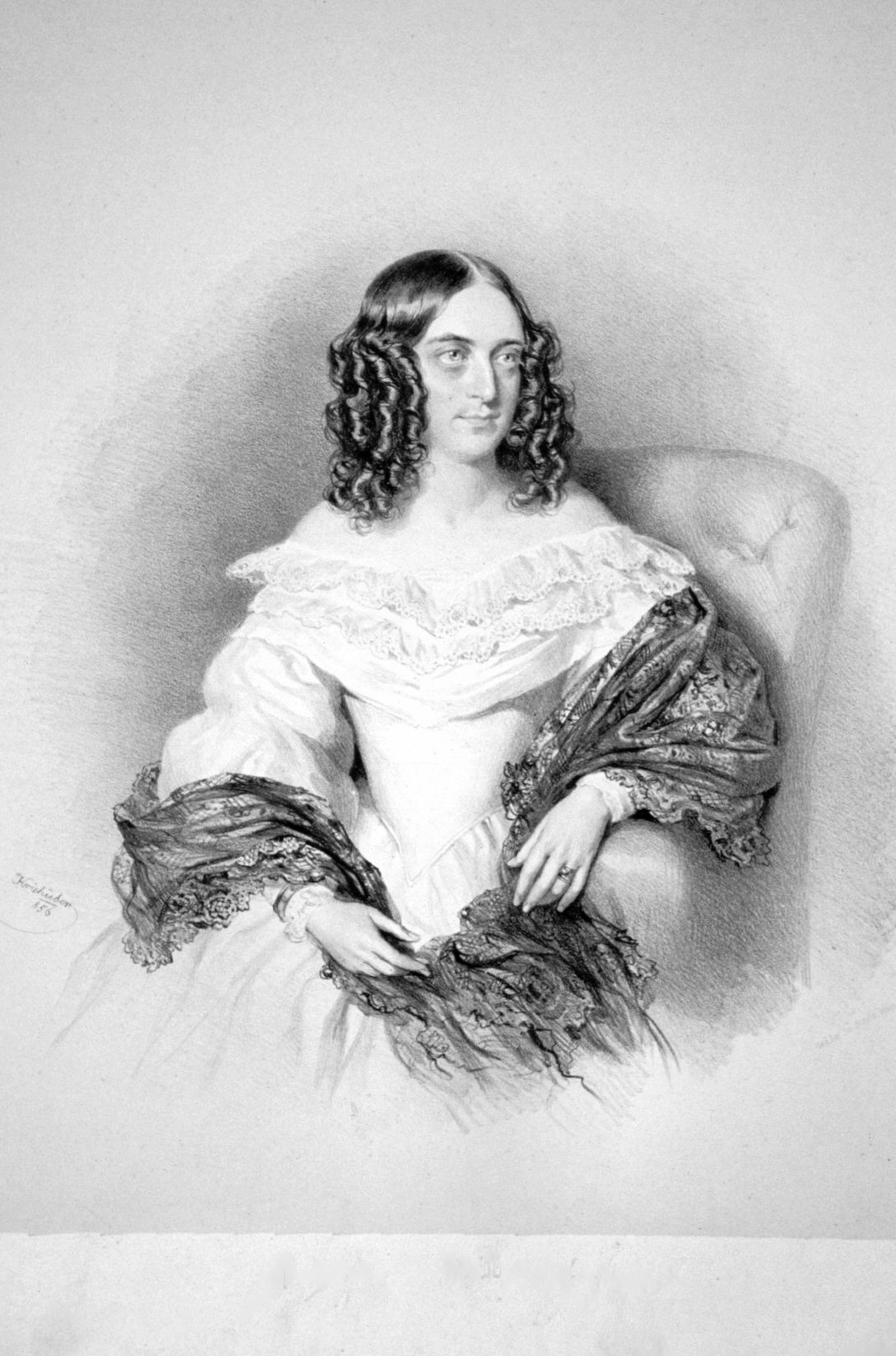
Portrait de la comtesse Marianne von Wimpffen.

Il épouse en 1825 Marianne von Eskeles, fille du baron Bernhard von Eskeles. Ils eurent :
- Heinrich Emil Bernhard (1827-1896), capitaine ;
- Franz Alfons Maximilian (1828-1866), colonel-commandant du Infanterie-Regiments Nr. 20 ;
- Victor Ägidius Christian (1834-1897), capitaine de corvette et conseiller ;
- Maria Anna Cäcilie (1842-1918), épouse du baron Friedrich von Gagern (de).

## Distinctions
- Ordre impérial de Léopold (grand-croix)
- Ordre du Lion de Zaeringen (grand-croix)
- Ordre militaire de Marie-Thérèse (commandeur)
- Ordre de Saint-Grégoire-le-Grand (grand-croix)
- Ordre costantiniano di San Giorgio (it) (grand-croix)
- Ordre de Saint-Georges de la Réunion (it) (grand-croix)
- Ordre de Sainte-Anne
- Ordre impérial et militaire de Saint-Georges
- Croix du Mérite militaire (Autriche)
- Armeekreuz für 1813/14 (de)
- Ordre protestant de Saint-Jean (chevalier d'honneur et de dévotion)

## Sources
- (de) Cet article est partiellement ou en totalité issu de l’article de Wikipédia en allemand intitulé « Franz Emil Lorenz Wimpffen » (voir la liste des auteurs).